# Peucedanum quarrei
Peucedanum quarrei är en flockblommig växtart som först beskrevs av C.Norman, och fick sitt nu gällande namn av Minosuke Hiroe. Peucedanum quarrei ingår i släktet siljor, och familjen flockblommiga växter. Inga underarter finns listade i Catalogue of Life.